# Voglia di vincere 2
Voglia di vincere 2 (Teen Wolf Too) è un film del 1987 diretto da Christopher Leitch ed interpretato da Jason Bateman. È il sequel di Voglia di vincere (Teen Wolf) di Rob Daniel del 1985 avente come protagonista Michael J. Fox.

## Trama
Todd Howard, cugino di Scott (Marty, nella versione italiana) Howard (il protagonista di Voglia di vincere), è stato recentemente accettato alla Hamilton University con una borsa di studio atletica completa su raccomandazione dell'allenatore Bobby Finstock, che era l'allenatore di basket di Scott alla Beacontown High. La speranza di Finstock è che Todd abbia i geni della famiglia per diventare un lupo mannaro e trasformare la sua nuova squadra di boxe in difficoltà in contendenti al campionato.
Non essendo mai stato molto bravo nello sport e poiché è più interessato a diventare un veterinario, Todd è certo che Finstock abbia preso la persona sbagliata. Durante un ricevimento di benvenuto degli ex alunni della scuola, ha il suo primo "lupo" mentre balla con una seducente hostess.
All'inizio, Todd è inorridito dalla sua "afflizione familiare" e gli altri studenti iniziano a molestarlo. Quindi, durante il suo primo incontro di boxe, dopo essere stato quasi messo KO, Todd ha il suo secondo "lupo fuori" solo che questa volta è in grado di mostrare la sua agilità e forza soprannaturali e recupera vincendo in rimonta, guadagnandosi così l'ammirazione di tutti gli studenti così come il severo Dean Dunn.
Con la sua ritrovata fama arrivano ragazze, voti alti e persino un'auto dal preside, ma con il passare degli anni, Todd si rende conto che sta perdendo i suoi amici e il rispetto di sé. Chiede consiglio a suo zio, il padre di Scott, Harold Howard, che lo aiuta a venire a patti con le sue responsabilità e lo prepara per il campionato. Todd si riconnette anche con la sua ragazza, Nicki, che lo aiuta a ritrovare la concentrazione e ad essere più umile.
Todd decide quindi che combatterà la sua partita di campionato contro Steve "Gus" Gustavson, con cui aveva avuto problemi in precedenza, come se stesso piuttosto che come lupo, con grande sgomento di tutti tranne suo zio, la sua ragazza e la professoressa Tanya Brooks. Brooks, che all'insaputa di Todd è anche un lupo mannaro, intimidisce Dean Dunn con occhi rossi luminosi, ringhiando e ondeggiando la coda.
Dopo aver perso un round dopo l'altro ed essere quasi stato eliminato, Todd resiste alla tentazione di trasformarsi in lupo solo grazie a Nicki a cui vede pronunciargli le parole "Ti amo". Questo gli dà la forza di superare Gus e lo mette fuori combattimento con una fragorosa ovazione.

## Promozione
- I manifesti e le locandine usate per la promozione del film all'epoca della sua diffusione nelle sale cinematografiche italiane sono state curate dall'illustratore Sandro Symeoni.[2]

## Distribuzione

### Data di uscita
Alcune date di uscita internazionali nel corso degli anni sono state:
- 20 novembre 1987 negli USA (Teen Wolf Too)[3]
- 16 giugno 1988 in Italia[4]

## Versione italiana
In tre scene del film il protagonista della pellicola precedente viene citato come "il cugino Scott" come nella versione originale statunitense, nonostante nella versione italiana del primo film fosse stato ribattezzato "Marty". Questa differenza è dovuta al successo del film Ritorno al futuro dove Michael J. Fox vestiva i panni di Marty McFly. I distributori italiani hanno infatti deciso di sfruttare il successo del film di Zemeckis ribattezzando quindi Scott con un più "popolare" Marty.